# John Mayall
John Mayall   (Macclesfield, 29 de novembre de 1933 - Los Angeles, 22 de juliol de 2024) fou un cantant i compositor de blues anglès.

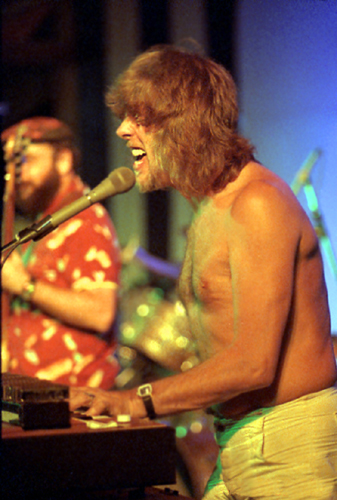
John Mayall en un concert l'any 1981.

Fou precursor de la invasió del blues britànic al costat d'Alexis Korner. El 1955 va fundar el seu primer grup, The Powerhouse Four; i posteriorment la seva més famosa banda: The Bluesbreakers, on va comptar amb la col·laboració de guitarristes com Eric Clapton, Peter Green i Mick Taylor. La seva banda va ser l'ànima màter de diverses formacions posteriors.
Mick Fleetwood i John Mcvie van formar part de la banda i van participar en l'enregistrament de "A Hard Road", al costat del guitarrista Peter Green, formant, després de deixar els Bluesbreakers, Fleetwood Mac.
The Bluesbreakers van aconseguir fer discos històrics en la dècada dels 60 com l'àlbum "Bluesbreakers" en la portada del qual apareix Eric Clapton, llambregant un exemplar del còmic "BEANO". Mayall segueix en actiu àdhuc tenint més de 70 anys.